# U-232
U-232 — средняя немецкая подводная лодка типа VIIC времён Второй мировой войны.

## История
Заказ на постройку субмарины был отдан 7 декабря 1940 года. Лодка была заложена 17 января 1942 года на верфи «Германиаверфт» в Киле под строительным номером 662, спущена на воду 15 октября 1942 года. Лодка вошла в строй 28 ноября 1942 года под командованием капитан-лейтенанта Эрнста Цима.

### Флотилии
- 28 ноября 1942 года — 30 апреля 1943 года — 5-я флотилия (учебная)
- 1 мая 1943 года — 8 июля 1943 года — 9-я флотилия

### История службы
Лодка совершила один боевой поход. Успехов не достигла. 24 февраля 1943 года во время учебного плавания в заливе у Данцига U-232 столкнулась с U-649, которая в результате пошла на дно, унеся жизни 35 членов экипажа.
Потоплена 8 июля 1943 года к западу от Опорто, в районе с координатами 40°37′ с. ш. 13°41′ з. д. глубинными бомбами с американского самолёта типа «Либерейтор». 46 погибших (весь экипаж).

### Волчьи стаи
U-232 входила в состав следующих «волчьих стай»:
- Trutz 1 июня — 16 июня 1943
- Trutz II 16 июня 1943 года — 2 июля 1943
- Geier III 2 — 8 июля 1943